# 丹尼斯·赫克
丹尼斯·赫克（Dennis Heck；1952年7月29日—）是美國的一位政治人物。自2013年開始，他是華盛頓州第10選舉區選出的美國眾議院議員。他的黨籍是民主黨。在1990年至1993年期間，他曾經擔任華盛頓州副州長。